# Rentamt Amberg

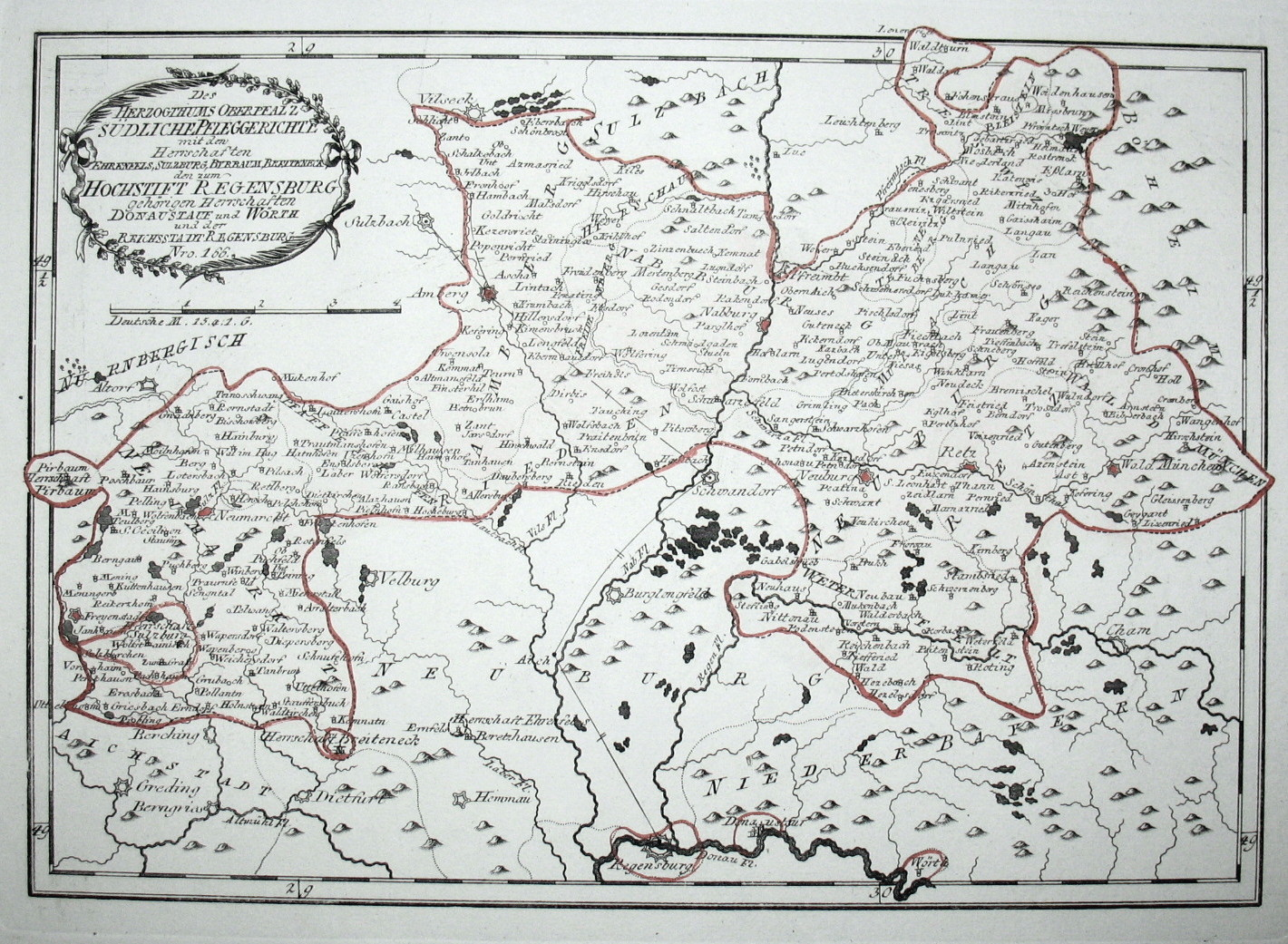
Franz Johann Joseph von Reilly: Des Herzogthums Oberpfalz Südliche Pfleggerichte

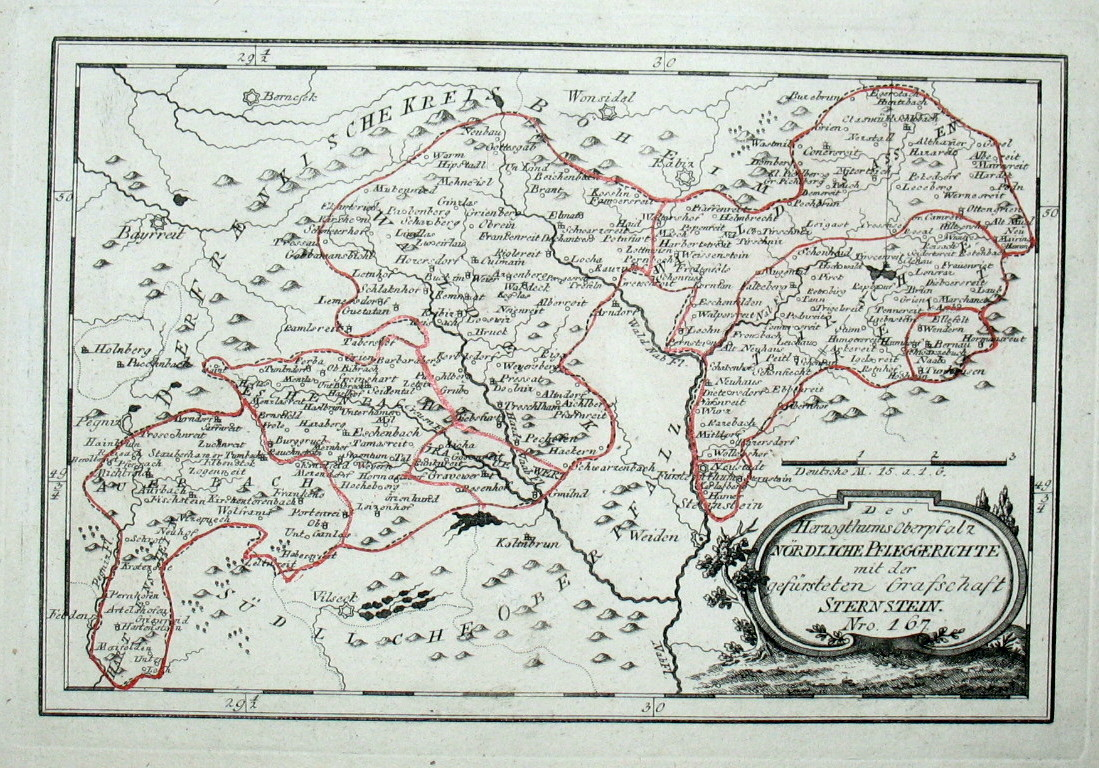
Franz Johann Joseph von Reilly: Des Herzogthums Oberpfalz Nördliche Pfleggerichte

Das Rentamt Amberg mit Sitz in Amberg bestand von 1628 bis 1802 und war neben München, Landshut, Straubing und Burghausen einer der mit dem Gewinn der Oberpfalz nun fünf Rentämter des Kurfürstentums Bayern. Zwischen 1802 und 1919 hieß das dem Landgericht Amberg, später dem Bezirksamt Amberg zugeordnete untere Finanzbehörde „Rentamt Amberg“ (heute Finanzamt Amberg).

## Geschichte

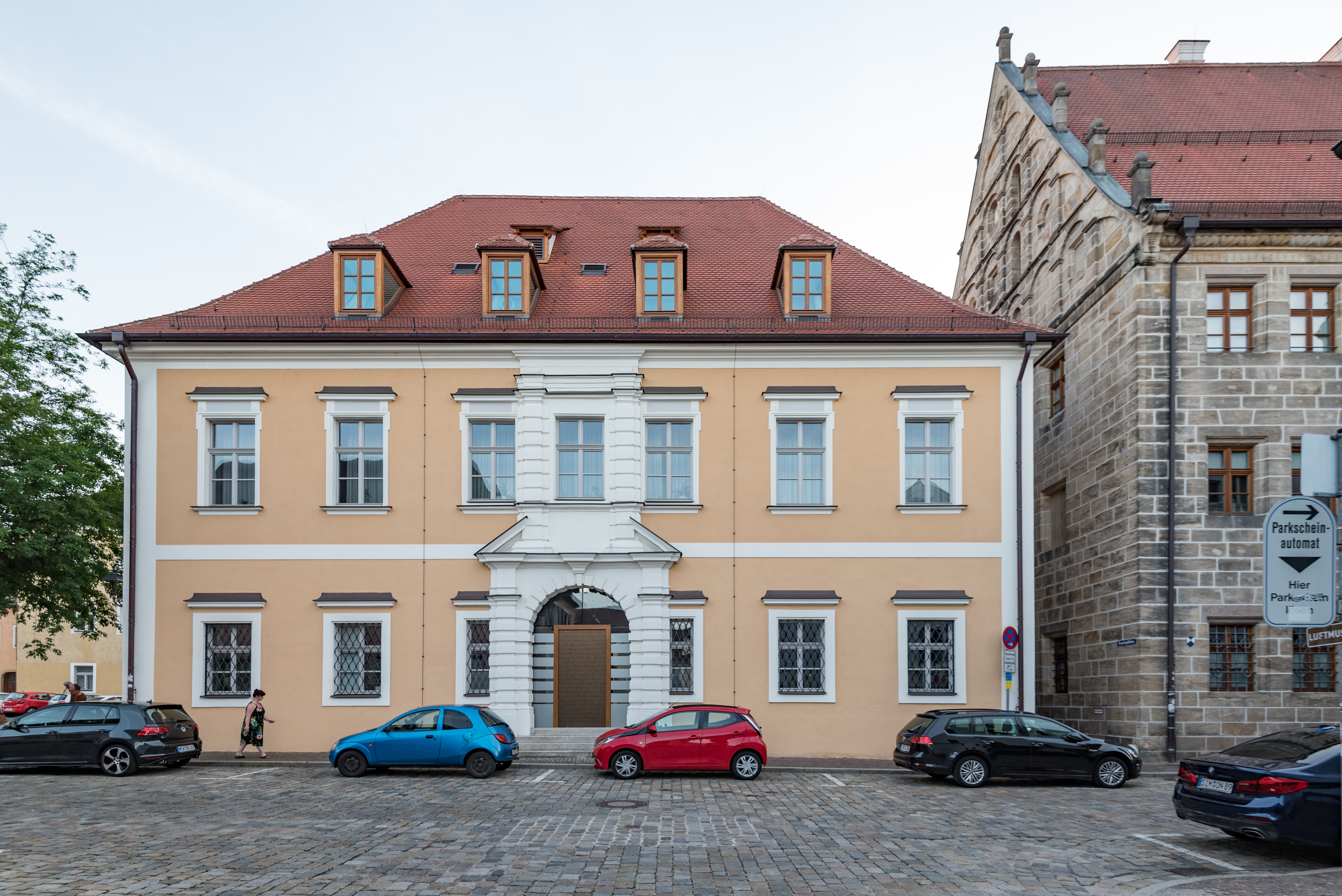
Ehemaliges Rentmeisterhaus, Amberg

Die Rentämter gingen als Verwaltungsbehörden aus den früheren Kastenämtern hervor, die der Verwaltung der landesherrlichen Kammergüter dienten. Auch die Vitztumsämter wurden 1507 im Zuge einer großen Verwaltungsreform nach dem Landshuter Erbfolgekrieg (1504/05) in Rentämter umgewandelt, die in Bayern neben der Finanzverwaltung auch für juristische, administrative und militärische Aufgaben zuständig waren. So waren die Rentämter die „Mittelbehörden“ zwischen den Landgerichten der unteren Ebene und den Zentralbehörden in der Hauptstadt.
Im Dreißigjährigen Krieg endete mit der Niederlage Friedrichs V. von der Pfalz die kurpfälzische Herrschaft über die Oberpfalz, als das Gebiet 1621 von bayerischen Truppen besetzt und Herzog Maximilian I. von Bayern als kaiserlicher Kommissar eingesetzt wurde. Ab 1628 kam das „Fürstentum der Oberen Pfalz“ offiziell zum bayerischen Staatsverband. Das Rentamt Amberg wurde als fünftes Rentamt des Herzogtums Bayern für die Oberpfalz geschaffen. Ein entsprechendes Amt hatte aber schon in kurpfälzischer Zeit bestanden.
Minister Montgelas ließ die Rentämter in Bayern im Zuge seiner umfassenden Verwaltungsreformen 1802 wieder in reine Finanzbehörden umwandeln, die den Landgerichten zugeordnet waren und von jeweils einem Rentbeamten (später: Rentamtmann) geleitet wurden. Nach dem Ersten Weltkrieg wurden aus den Rentämtern im Königreich Bayern im Zuge der Einführung der Reichsfinanzverwaltung 1919 die Finanzämter als Reichsbehörden.

## Gliederung
Das Rentamt Amberg, dessen Gebiet dem des Herzogtums Oberpfalz entsprach, gliederte sich in zwei Hauptteile. Zum südlichen Hauptteil gehörten die Pfleggerichte Amberg, Bruck, Freudenberg, Haimburg, Hirschau, Nabburg, Neunburg vor dem Wald, Pfaffenhofen, Murach, Retz, Rieden, Treswitz-Tännesberg, Waldmünchen und Wetterfeld; zum nördlichen Teil die Pfleggerichte Auerbach, Bernau, Eschenbach, Grafenwöhr, Hartenstein, Hollenberg und Kirchentumbach, das Kastenamt Kemnath, das Landgericht Waldeck und die Herrschaft Rothenberg. Darüber hinaus befanden sich kleinere Teile als Enklaven innerhalb des Gebiets der Reichsstadt Nürnberg.

## Rentmeister
Es sind folgende Rentmeister in Amberg belegt:
- Hanns Steinhauser, 1542
- Johann Piekinger zu Oberwinkling, 1628
- Georg Pfliegl zu Wolfseck, 1629
- Aegyd Georg Sickenhauser, 1630 und 1637
- Adam Volkhaimer, 1636 (provisorisch)
- Engelbert Friedrich von Nothaft, 1649
- Albrecht Everhard, 1664
- Hanns Wilhelm von Mandl zu Steinfels, 1680
- Florentin Puchleitner, 1681
- Ignaz Günter, 1696
- Johann Christoph Müller zu Altammerthal, 1709
- Jakob Edlmayr, 1721
- Joseph Anton von Kreut, 1731
- Bonaventura von Kreut, 1733
  - Anton von Kreut, seinem Vater beigegeben, 1755
- Joseph Graf von Oberndorf, 1790.